# Diego Marani
Diego Marani (Ferrara, 1959) is een Italiaanse auteur, vertaler bij de Europese Unie en een columnist voor verschillende kranten. In 1996 vond hij de kunsttaal Europanto uit, een parodie op de verschillende hulptalen zoals het Esperanto en het Volapük.

## Carrière als schrijver
In 1994 debuteerde Marani als schrijver met de Italiaanstalige roman Caprice des Dieux, maar is vooral bekend dankzij zijn boek over de zoektocht naar taal en identiteit Nieuwe Finse grammatica. De meeste van zijn boeken gaan over hetzelfde onderwerp, namelijk taal. Voor zijn werk Nieuwe Finse Grammatica kreeg hij verschillende Italiaanse en buitenlandse prijzen. Voor zijn roman L'ultimo dei Vostiachi, een werk over een fictieve bijna uitgestorven Oeraalse taal kreeg hij de Premio Selezione Campiello 2002.

## Bron
- http://www.brusselnieuws.be/nl/nieuws/auteur-diego-marani-we-spreken-allemaal-een-bastaardtaal

- Bibsys: 6038970
- Bibliothèque nationale de France: cb135000593 (data)
- Gemeinsame Normdatei: 131635719
- International Standard Name Identifier: 0000 0000 8106 1809
- Library of Congress Control Number: n99032129
- Nationale Bibliotheek van Letland: 000149592
- Nationale Bibliotheek van Tsjechië: xx0003646
- Nationale Bibliotheek van Israël: 987007264920505171
- Nederlandse Thesaurus van Auteursnamen: 363043225
- Istituto Centrale per il Catalogo Unico: RAVV091169
- Système universitaire de documentation: 057625778
- Virtual International Authority File: 27222430
- WorldCat: E39PBJyX3y8trqBMqRywJYbWXd